# Ålsten
Ålsten est un quartier du district de Bromma à Stockholm en Suède.

## Description
Ålsten est un quartier de Västerort qui fait partie de la cité-jardin de Bromma.
Ålsten est situé au bord du lac Mälaren et il est limitrophe des quartiers de Höglandet à l'ouest et les quartiers de Smedslätten et Äppelviken à l'est. 
Au nord, sa frontière est la route de Västerled, qui borde les quartiers de Stora Mossen et d'Abrahamsberg.
Ålsten est principalement une zone résidentielle, avec des maisons multifamiliales et des maisons mitoyennes le long d'Ålstensgatan et quelques parties boisées. 
Ålsten a une superficie terrestre de 133 hectares. La nature est en grande partie vallonnée. 
L'environnement d'origine est peut-être le plus clairement visible à la frontière du quartier à l'est, où se trouvent les zones forestières de Storskogen et Nyängsparken. 
La végétation est de type forêt mixte et le terrain est constitué en grande partie d'affleurements. 
Au sud, le long du lac Mälaren, se trouve Ålstenskogen, avec sa promenade sur la plage, ainsi qu'Ålstensängen et Ålstensparken avec le grand bloc erratique Ålstenen, qui est l'un des plus grands de ce type dans la région de Stockholm.

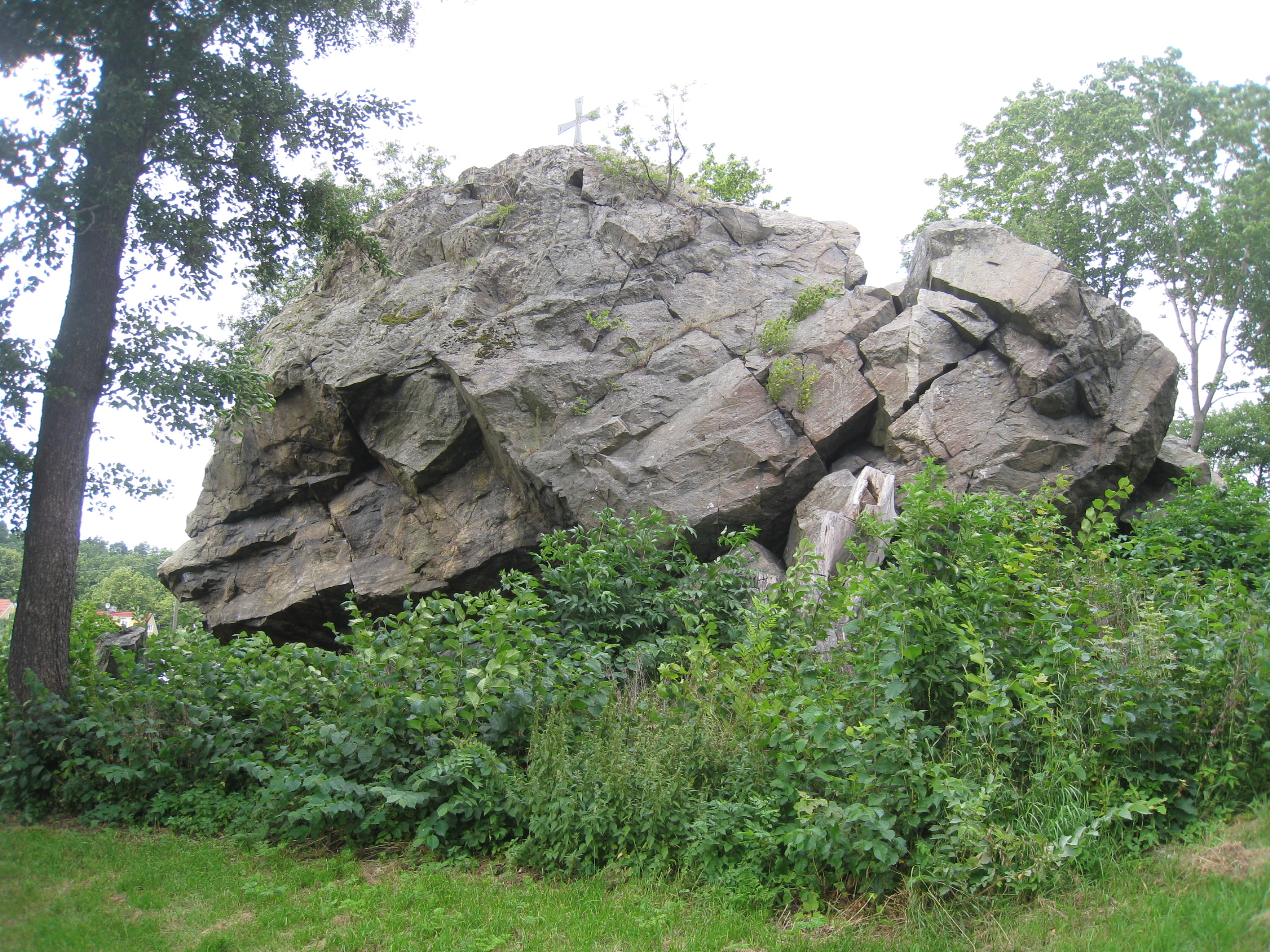
Bloc erratique Ålstenen.

## Galerie

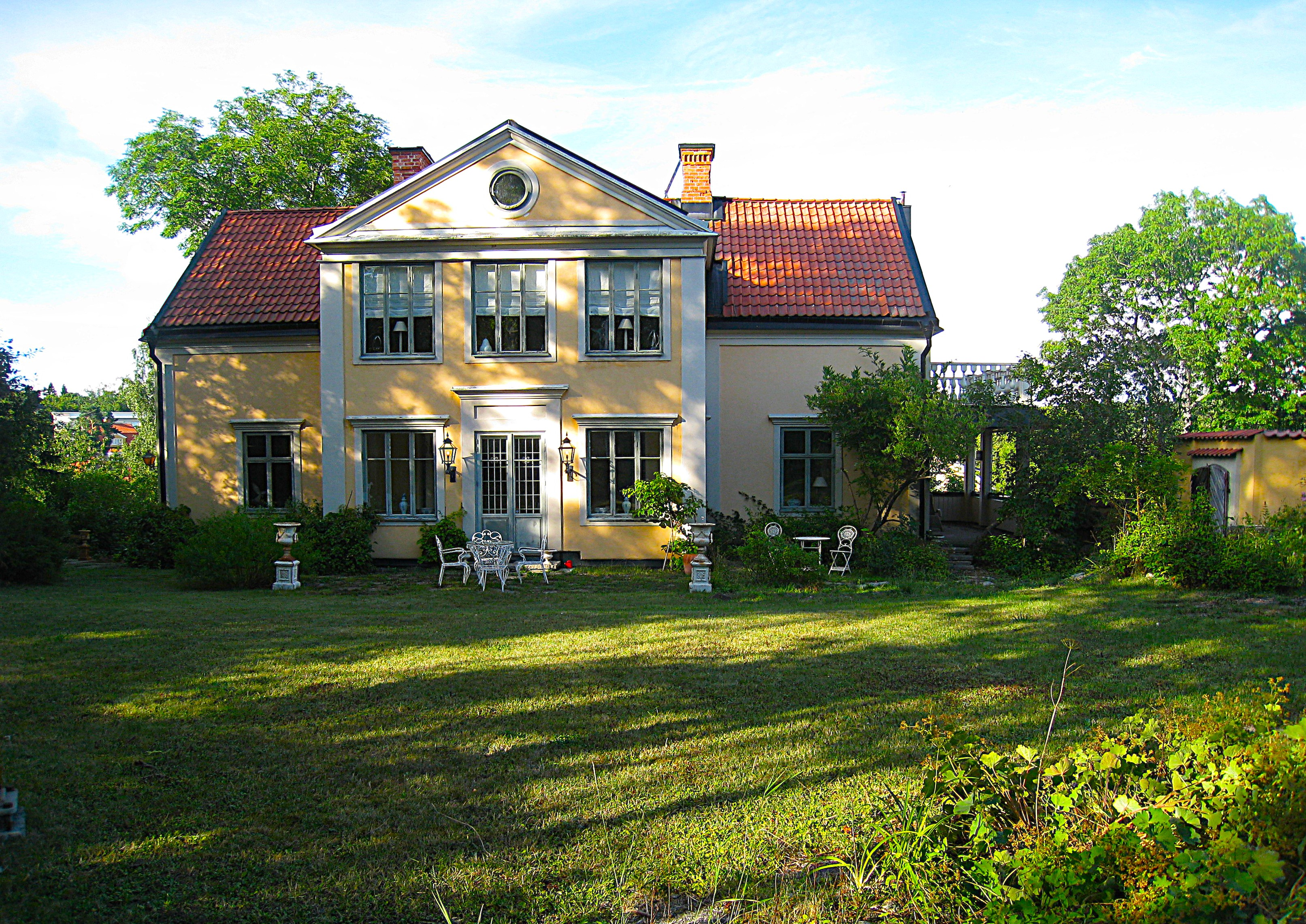
Ålstens gård, bâtiment principal, 2013.
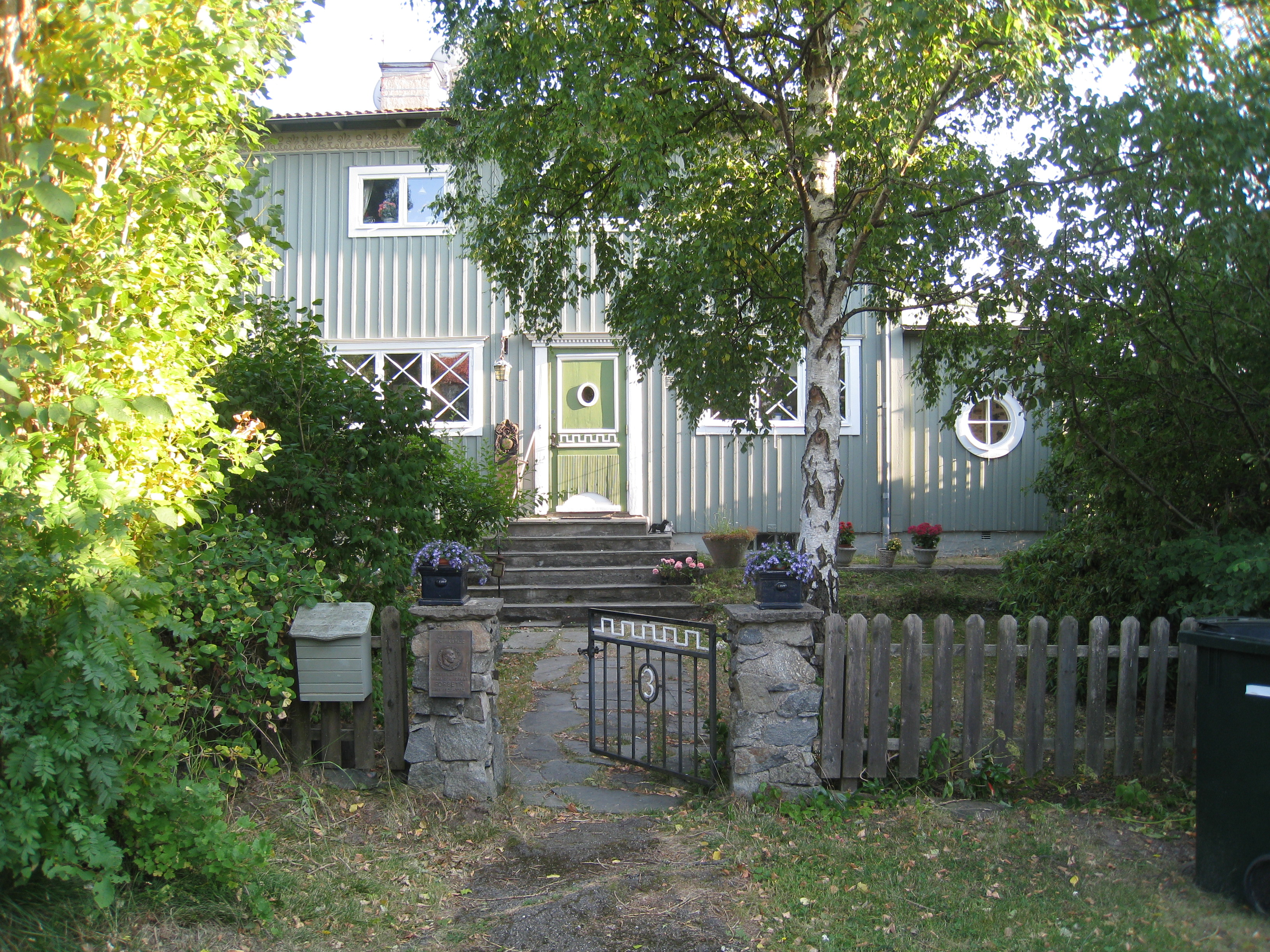
Hallingsbacken 3, Einar Forseth.
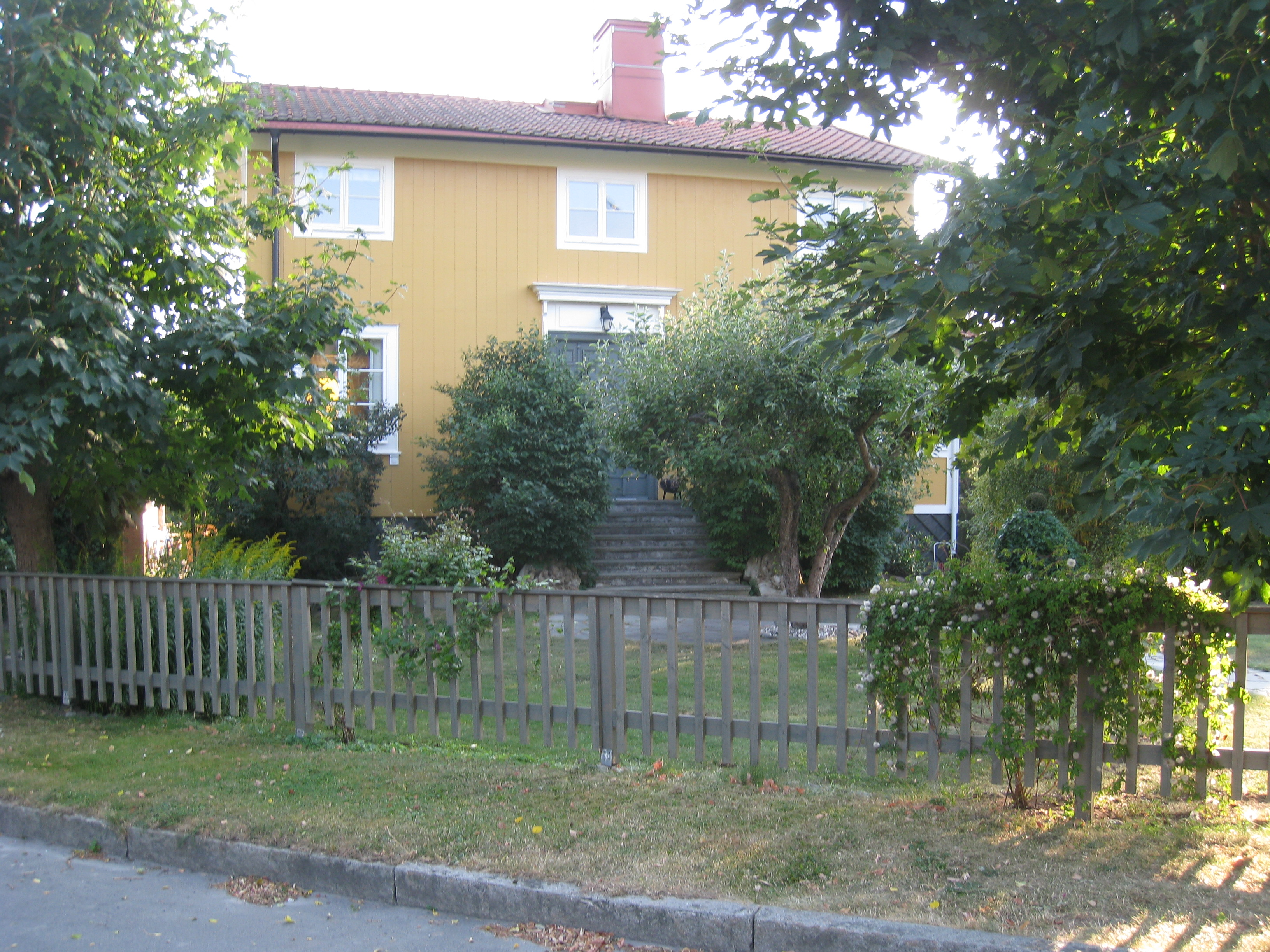
Hallingsbacken 5, Björn Hedvall.
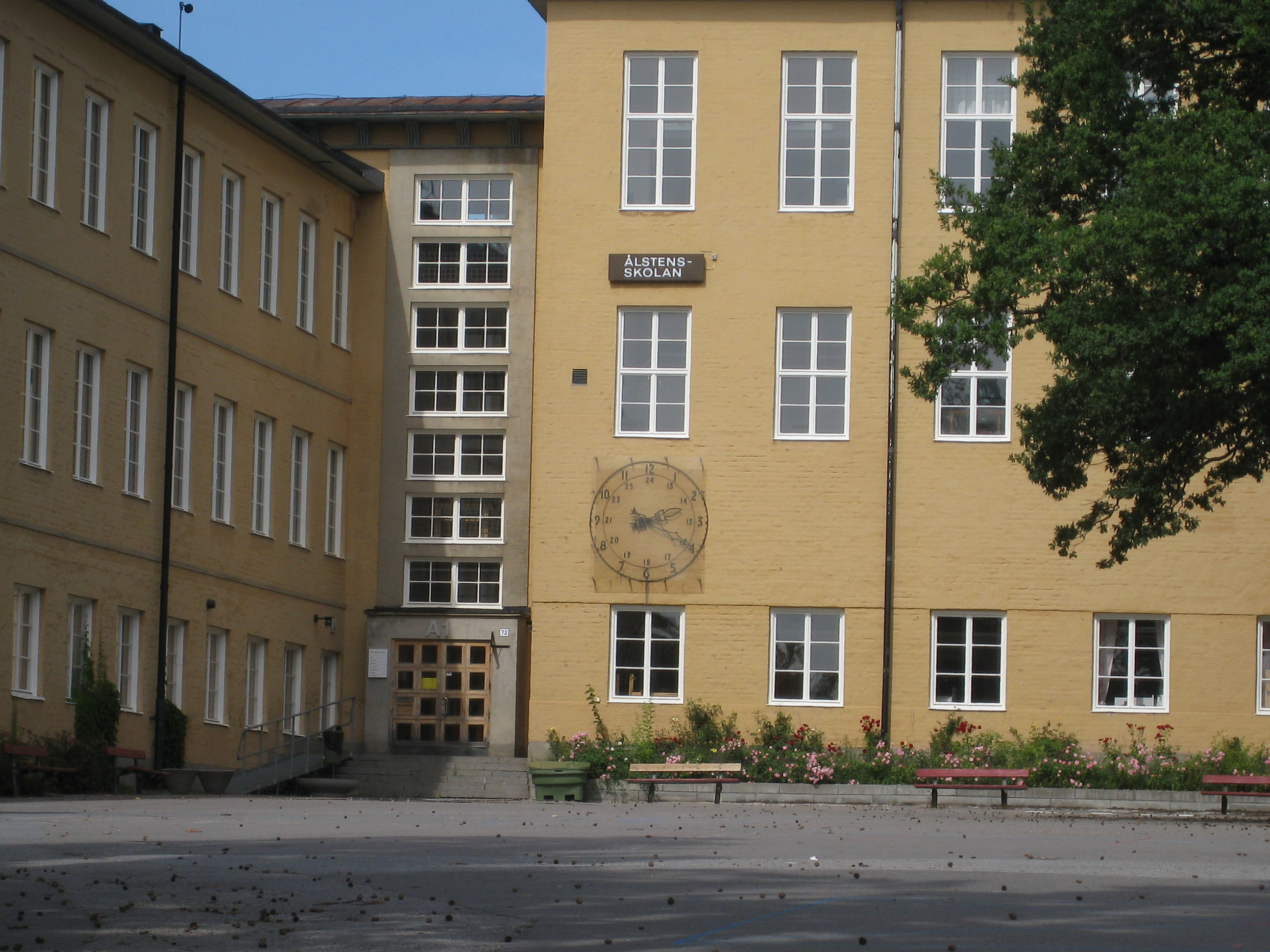
Ålstensskolan, Nyängsvägen 72-80.

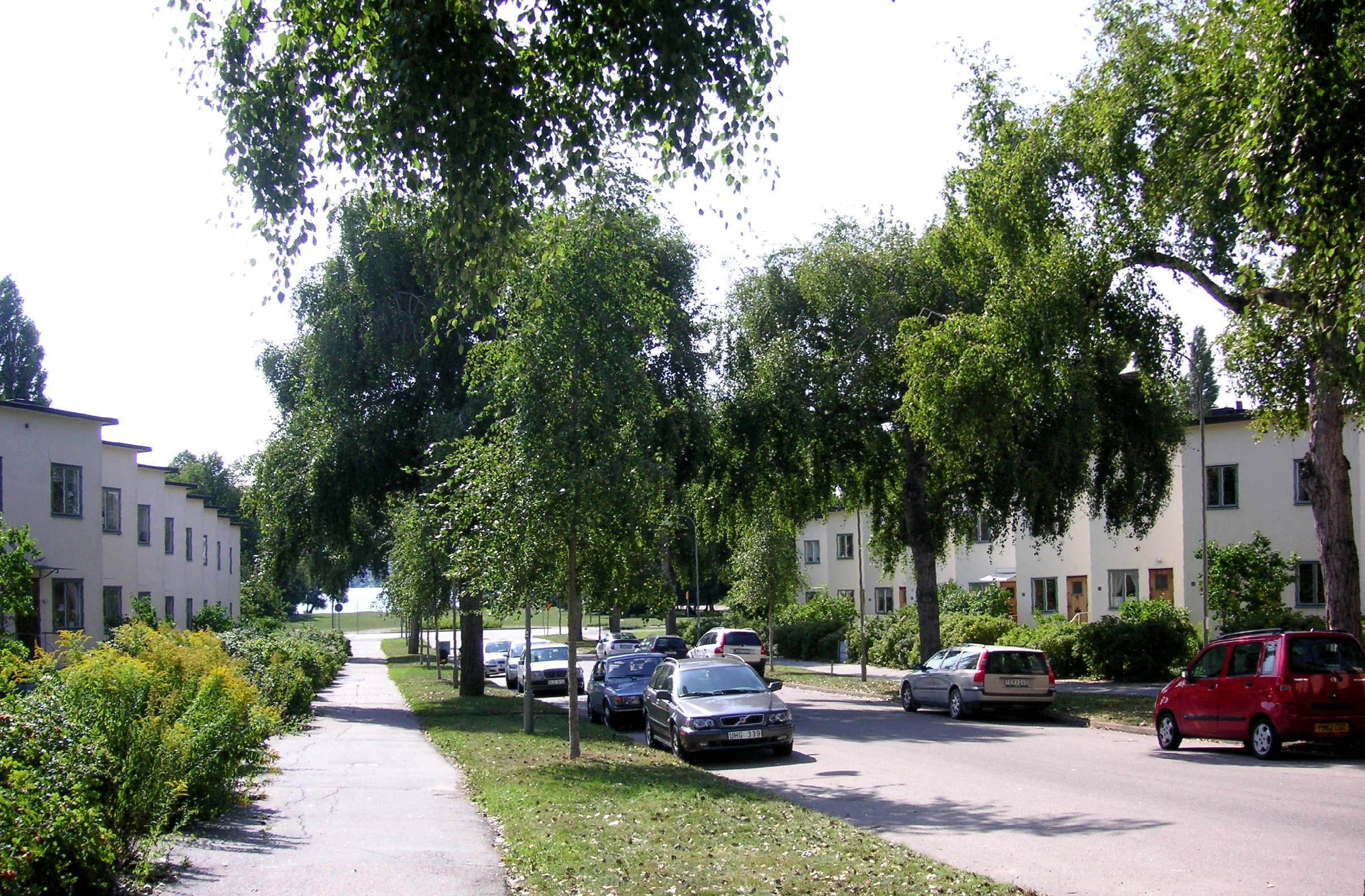
Ålstensgatan.
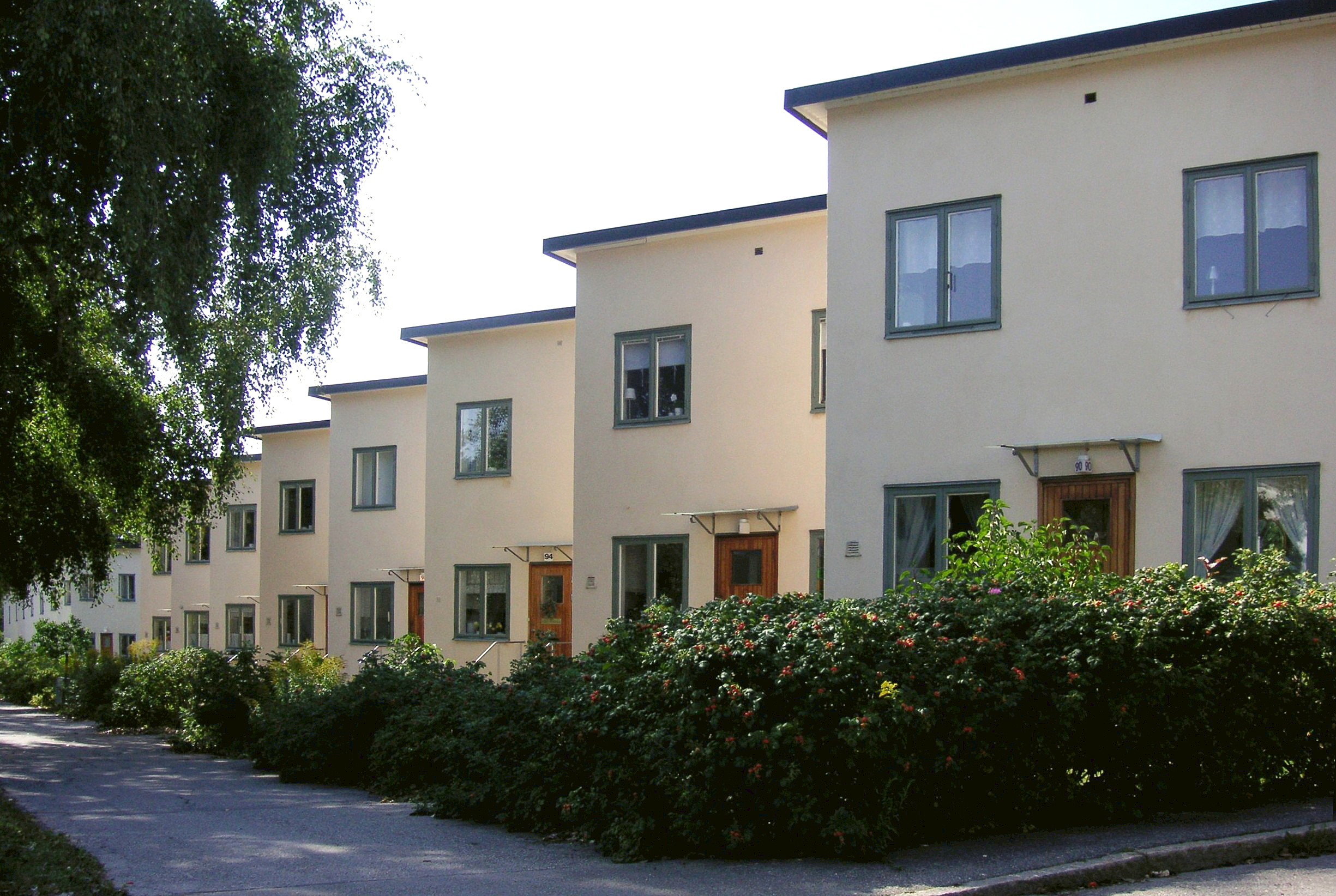
Ålstensgatan.
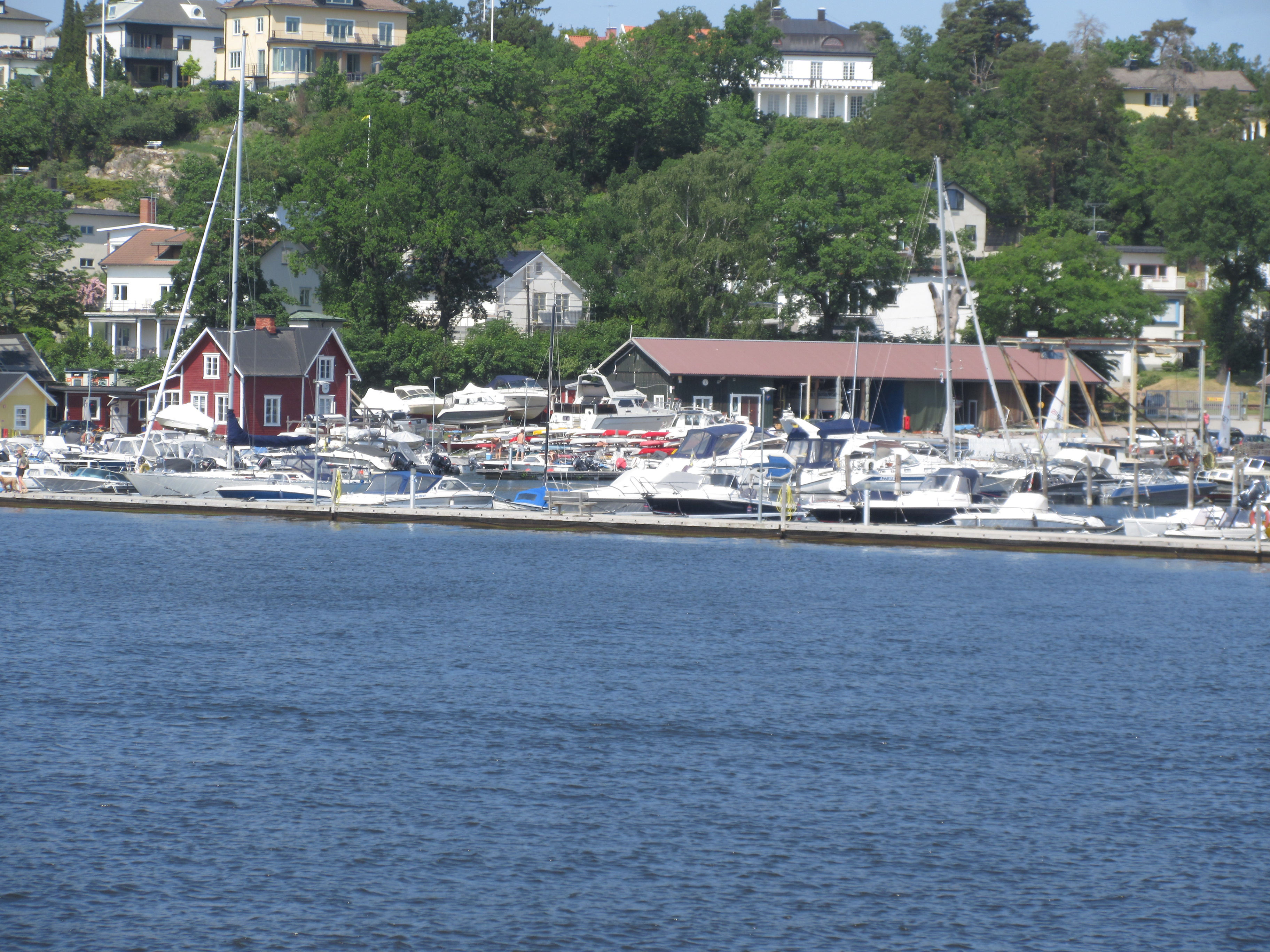
Borgmästarvillan à Höglandet et la jetée d'Ålsten.
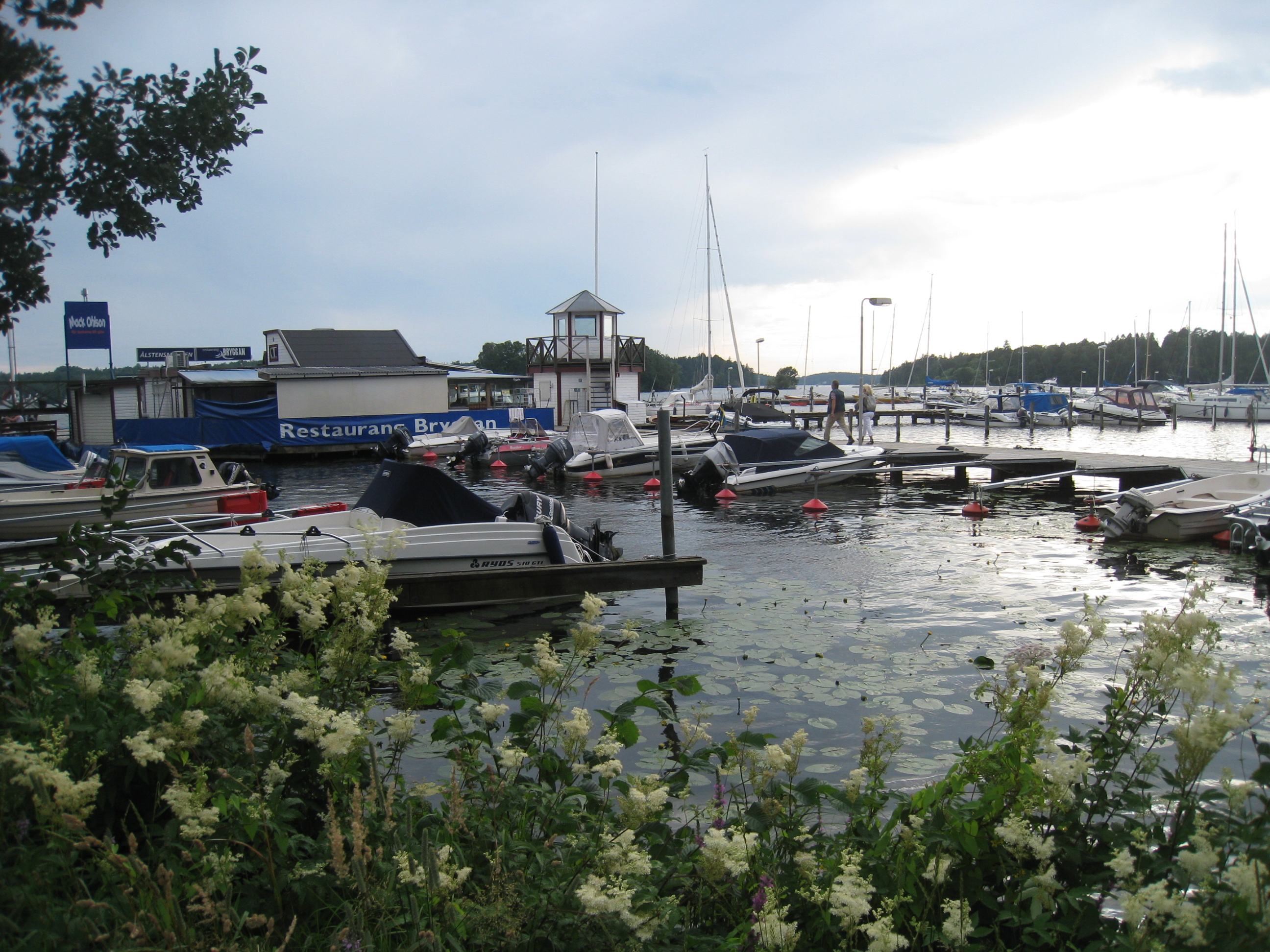
Ålstensparken.